# フェーマルン・ベルトトンネル
フェーマルン・ベルトトンネル（デンマーク語: Femern Bælt-forbindelsen、ドイツ語: Fehmarnbelt-Querung）は、デンマークのロラン島とドイツのフェーマルン島の間を結ぶことが提案されている、計画中の沈埋トンネルである。バルト海にある、幅18キロメートルのフェーマルン・ベルト海峡を横断するもので、これにより北部ドイツとロラン島、そしてそこからデンマークのシェラン島およびコペンハーゲンへと、鉄道と高速道路の直接連絡を実現する。この経路はドイツやデンマークでは、鳥の主な渡りの経路であることから渡り鳥コースと呼ばれている。
フェーマルン島は既にドイツ本土と橋で連絡されており、ロラン島もシェラン島とファルスター島経由でトンネルおよび橋で既に連絡されている。さらに、シェラン島はスウェーデンとオーレスン・リンクで連絡されている。シェラン島とドイツの間は、大ベルト海峡、フュン島、ユトランド半島を経由すれば陸路で連絡されているが、フェーマルン・ベルトトンネルによりドイツからシェラン島、そしてスウェーデンやノルウェーへより容易に速く移動できるようになる。
フェーマルン・ベルトトンネルは、当初の見込みでは2018年に完成することになっていたが、2012年に完成見込みは2021年に延期され、2015年には2024年まで延期された。当初は橋として計画されていたが、この連絡の設計と計画を担当しているデンマーク国有企業であるフェーマルンA/Sでは、2010年12月にトンネルの方が望ましいと発表し、2011年1月にデンマークの議会でトンネル案が大多数の支持を受けた。2015年2月にデンマーク議会に建設に関する草案が提出され、デンマーク政府はドイツとスウェーデンの支持を受けて、EUの資金130億デンマーク・クローネ（17億ユーロ）を申請した。2015年6月に、5億8900万ユーロのEU資金が欧州委員会からデンマークに対して、「コネクティング・ヨーロッパ・ファシリティ」の枠組みの一環として提供されることが決定され、トンネルプロジェクトが推進されることになった。

## プロジェクト
ドイツとデンマークの交通網計画部門では、少なくとも2000年頃には、橋またはトンネルによってフェーマルン・ベルトを横断する陸路連絡の構想を推進するようになった。長年にわたり、橋がもっとも可能性の高い計画だとされていたが、2010年末にデンマーク側の計画部門では、沈埋トンネルが橋に比べて建設上のリスクが少なく、費用も同程度であると宣言した。
デンマークの議会（フォルケティング）は2009年3月にプロジェクトを承認し、420億デンマーク・クローネ（約50億ユーロ）を要するものと見込んだ。この費用には、電化やデンマーク側の160キロメートルの路線を単線から複線に改良するなどのための15億ユーロを含んでいる。2011年に、2008年の物価に換算して総額は55億ユーロに増額されたが、欧州連合の資金供給は6億ユーロから12億ユーロを見込むことができる。建設費の見込みは1998年4月1日の計画開始から2021年の開通までの区間を推計している。
新しいフェーマルン海峡橋（約1キロメートル）とストーストレム橋（約3キロメートル強）が必要となる。しかし、条約上はこれらの橋を置き換える必要はない。ただし、ストーストレム橋については改良が計画されている。また条約上は、ドイツ側での複線鉄道の建設も最大で7年まで遅れる可能性がある。
フェーマルン・ベルトトンネルとそれに付随する複線化により、ハンブルクからコペンハーゲンまでの鉄道の所要時間は、4時間45分から3時間15分に短縮される。現行の計画によれば、1時間に片道1本の旅客列車と2本の貨物列車が運行される。このため、もしドイツ側での複線化が遅れれば、この運行本数のためにドイツ側の橋で遅延が生じる見込みである。
コペンハーゲンとハンブルクを結ぶ幹線道路は、ドイツ国内の25キロメートルを除いて既に高速道路となっている（2008年以前は35キロメートルであった）。残りの区間は2車線の道路である。この区間は高速道路規格に拡張される予定であるが、フェーマルン海峡橋の区間を除く。
このプロジェクトは規模の点で、オーレスン・リンクやグレートベルト・リンクに匹敵する。2010年11月30日にフェーマルンA/Sが発行した報告書によれば、会社はデンマークとドイツを結ぶ連絡の設計と計画を任務としており、連絡経路は決定され、プットガルテンとレズビュハウンのフェリーの港の東側を通るものとなるとした。
フェーマルン・ベルトトンネルの建設費は政府が保証する融資で賄われ、道路と鉄道の通行料で償還される。デンマークがプロジェクトへの融資の総額350億デンマーク・クローネ（47億ユーロ）に責任を負い、ドイツの参加はドイツ側の陸上設備の整備に限定される。デンマーク政府はフェーマルン・ベルトトンネルを完全に所有し、建設費が償還された後も通行料を課すことができ、料金所での雇用もデンマーク側のものとなる。この通行料金収入は、デンマーク国鉄の改良にも用いることが計画されている。
ドイツ側では、道路が4車線に改良され、鉄道は複線化され、条約によればこうした費用は通行料金ではなく税金で負担されることになっている。
欧州連合はこの計画を、汎ヨーロッパ交通網として優先される30のプロジェクトの1つに指定しており、このプロジェクトの費用の5 - 10パーセント程度、およそ6億ユーロから12億ユーロ程度を支援する。このプロジェクトはヨーロッパにとって、5パーセント程度の資本利益率が見込まれている。

### トンネルの特徴
水底トンネルには、水平に掘削する方法と沈埋トンネルがある。全長が4 - 5キロメートルを超える深いところを通るトンネルでは水平に掘削する方法が普通で、沈埋トンネルは比較的浅い川や港を横断する時に用いられる。沈埋トンネルでは、海底に溝を掘り、砂または砂利の基礎を築き、プレキャストコンクリートで造られたトンネル構体を溝に沈めて、保護層として数メートルの深さに被覆を行う。
フェーマルン・ベルト海峡は沈埋トンネルで横断する計画で、計画時点で全長17.6キロメートルあり、これまで建設された最長の沈埋トンネルとなる。2010年11月30日に、デンマークのフェーマルンASのプロジェクトマネージャーが、ランボル、アラップ、TECのコンソーシアムが提案した沈埋トンネルの設計が採用されると発表した。プロジェクトマネージャーによれば、このトンネルは世界最長の沈埋トンネルであるだけでなく、世界最長の鉄道道路併用トンネルであり、世界最長の水底道路トンネルであり、鉄道道路併用トンネルとしてもっとも深い沈埋トンネルであり、コンクリート製沈埋トンネルとしては世界で2番目に深いものとなる。現時点で最長のコンクリート製沈埋トンネルである、デンマークとスウェーデンの間のオーレスン・リンクのトンネル部に比べると規模が5倍となる。
フェーマルン・ベルト海峡のもっとも深い部分は深さ35メートルであり、トンネルの断面はおよそ10メートルの高さである。このため浚渫船は45メートル以上の掘削能力が必要である。浚渫により、幅40 - 50メートル、深さ12 - 15メートルの溝を建設する。これにより合計で2000万立方メートルの土砂が浚渫される。従来からの浚渫設備ではおよそ25メートルまでしか浚渫できない。水面下25メートルより深いフェーマルン・ベルト海峡の中央部を掘削するために、掴上げ浚渫船やドラグサクション浚渫船が必要となる。
提案されているトンネルは全長17.6キロメートル、深さ40メートル（水面下）、そして複線の鉄道が通る。環境への影響を大幅に軽減できること、特に南北方向の橋では横風がトラックやトレーラーに大きな影響を与えるおそれがあるがトンネルは気象条件に影響されないことから、議論の結果トンネル案が有力となった。水平に掘削するトンネルはあまりに高価であるとされた。
プレキャストコンクリートで造られたトンネルの区間は長方形の断面をもち、幅約40メートル、高さ約10メートルあり、4つに分かれた空間が、2つは道路用、2つは列車用となり、これに加えて小さな保守作業用の空間がある。自動車に対しては北向きと南向きでどちらも幅11メートルの分かれた空間が用意され、それぞれ2車線と路肩がある。列車用の北行線と南行線は、どちらも幅6メートル、高さ10メートルである。保守用の通路は幅3メートルある。空間を隔てる壁の厚さはそれぞれ異なるが、トンネル全体の幅は41.2メートルとなる。トンネルは1階層で構成され、2本の道路用・鉄道用の空間は水平に並べられ、道路を西側、鉄道を東側に配置している。これは既存の道路や鉄道の配置に合わせたもので、立体交差させる必要がないようになっている。

### 橋の特徴
当初は橋が提案されていた。この橋は全長20キロメートルで、3つの完全に同じ斜張橋を並べ、それぞれ724メートルのスパンがある。橋の下部構造となる4本の主塔は、およそ280メートルの高さとなる。桁下の高さはおよそ65メートルで、海を行く船が下を通過することができる。橋の外観デザインはディッシング+ヴァイトリングが、土木工学的な設計はCOWIおよびオーバーマイヤーが実施した。提案された設計では、道路は4車線、鉄道は複線となっていた。

## プロジェクトの歴史
- 2007年6月29日 - ベルリンにて、デンマークとドイツの当局（運輸大臣が代表した）が計画推進の暫定協定に合意した[25]。デンマーク放送協会が伝えた詳細によれば、計画されているフェーマルン・ベルト連絡は、デンマークのレズビー（デンマーク語版）の東2キロメートルほどのところと、既にドイツ本土と橋で結ばれているフェーマルン島のプットガルテンの間を結ぶ19キロメートルになる。建設は2015年に開始される見込みで、2021年末には完成する見込みである[4]。
- 2008年9月3日 - デンマークの運輸大臣カリナ・クリステンセン（デンマーク語版）とドイツの運輸大臣ヴォルフガング・ティーフェンゼーが、コペンハーゲンで開かれた式典においてフェーマルン・ベルト連絡路建設の条約に署名した[26]。2009年3月26日に建設はデンマークの議会で承認され[27]、2009年6月18日にはドイツの議会でも承認された[28]。
- 2010年12月 - 斜張橋を利用する案は技術の限界に挑戦することになるため、トンネル案の方が建設上のリスクが少ないとして、橋ではなくトンネルを採用すると発表された。建設の工期と工費はおおむね同じである[5]。
- 2011年1月 - デンマーク議会の多数がトンネル案に賛成票を投じた[6][7]。しかし、両国の国内での承認手続きの完了が必要であり、このためにはドイツでは計画承認プロセスの申請が必要であった。デンマークでは、このプロジェクトは建設法案を議会で通過させる必要があった。
- 2011年12月16日 - ドイツ政府はフェーマルントンネルへ連絡する鉄道の建設を2015年以降へ遅らせることを発表した。デア・ノルドシュレーヴィヒャー紙によれば、ドイツの運輸大臣ペーター・ラムザウアー（ドイツ語版）は、2010年欧州ソブリン危機を受けて、ドイツ側での新たな社会基盤への予定されていた政府の投資額を25パーセント削減することを決定した。ただちには、この延期によりフェーマルン・ベルトプロジェクト全体へどのような影響があるかは明確ではない[29]。
- 2015年2月25日 - フェーマルン・ベルトプロジェクトの建設法案がデンマーク議会に提出された[10]。
- 2015年2月26日 - デンマークの運輸省がEUに対して、プロジェクトの建設段階に対して130億デンマーク・クローネ（17億ユーロ）の補助金交付を申請した。この申請には、スウェーデンの社会基盤大臣のアンナ・ヨハンソン（スウェーデン語版）とドイツの運輸大臣アレクサンダー・ドブリント（ドイツ語版）からの支持表明の文書が添付されていた。これに加えて、シュレースヴィヒ＝ホルシュタイン州政府および、デンマーク、スウェーデン、ドイツの幅広い産業界の組織から申請を支持する表明が送られた[10]。

## 批判
ドイツの地域住民からはプロジェクトに対して反対の意見もある。これは現在のフェリーの頻繁な運航に関連して、雇用の喪失を懸念するもの、当初検討されていた橋梁の建設によって野生生物が影響を受けると考える環境保護活動家などがあった。
海峡横断連絡に関しては、30年以上に亘って議論されてきた。この議論の初期には、ドイツ再統一前であり、ドイツ民主共和国（東ドイツ）と連絡するのは非現実的であったため、この海峡連絡交通としてあり得るのはハンブルク方面だけであった。それ以来時代は変わり、その間にヨーロッパは政治的にも経済的にも形を変えていったが、海峡連絡の向きは変わらなかった。これは、2か国の首都であるコペンハーゲンとベルリンを連絡する、そしてより大きな目で見れば、スカンディナヴィアからポーランドと東部ヨーロッパに対して連絡することで、デンマークを新しい市場全体に対して開くことができるという点で、より大きな意味があるはずだと、強く批判されてきた。フェーマルン・ベルトトンネルから約50キロメートル東となるゲッサー-ロストック橋の方が、ベルリンを含む東部ドイツやそれより南側とスカンディナヴィアを結ぶことができるとして、フェーマルン・ベルト連絡の代わりあるいは補完として提案されてきた。
デンマーク自転車連盟からトンネル建設費の増額分を埋め合わせる支援をするという提案があったにもかかわらず、自転車用の通路を建設する計画はない。

### 社会問題
批判者は、フェーマルン・ベルトトンネルの建設により既存のフェリーから貨物輸送が転移して、結果的にフェリー運航が大幅に削減されて雇用が減少するとしている。同時に、建設に関連する雇用は短期間のもののみであるとしている。これに加えて、旅客・貨物輸送の予想は過剰に見積もられており、投資を回収できないリスクがかなりあるとして、プロジェクトは経済的に正当化できないかもしれないと主張している。また当初の計画は冷戦期に策定されたものであり、それ以来大きく交通の流れが変わっており、もはや建設は正当化できないとする意見もある。
シュレースヴィヒ - ユトランド半島ルートから貨物列車をフェーマルン・ベルトトンネル経由に移転することにより、住民や周辺の人に対して騒音が増えることになるという批判もある。この批判はかなり強いものであり、計画されていた鉄道のルートの変更が行われた。